# すきっぱマーチ
すきっぱマーチは、日本の女性お笑いコンビ。所属はフリー。2010年3月いっぱいで活動を休止。

## メンバー
- まりか（本名:相原 真利香（あいはら まりか）、1983年8月24日 - ）

千葉県四街道市出身、身長153cm、血液型はB型。
昭和音楽芸術学院（現・昭和音楽大学）ミュージカル科卒業。
松竹芸能タレントスクール12期生（2007年10月〜2008年9月）出身。2008年9月に同期生の『みしぇる・マミ』（1987年1月14日 - ）とお笑いコンビ「202号室」を結成（この当時の芸名は『すてふぁにー・マリカ』）。202号室は2008年3月28日に解散。
その後ピン芸人となり、最初芸名は「ザ・まりかちゃんズ」で、後に「まりか」と改名。松竹芸能に所属していた。
- みぃ（本名:足立 栄美子（あだち えみこ）、1984年3月2日 - ）

千葉県出身。
妹が居る。
高校生時代は演劇部の部長。
東京アナウンス学院お笑いタレント科で同級生だった中野千絵（現、三等分・ちーちゃん）と、同学院在学中の2002年5月に『ブルームフラワー』を結成。所属事務所は最初はプロダクションノータイトル、2007年3月からはエキサイティング・トリガー（ジャパン・ミュージックエンターテインメントグループ）だった。ブルームフラワーは2008年8月限りで解散。
連戦姉妹わかな、まぁこ、えつ子（アバンギャル'S）と共に、TTC（東京手塚治虫クラブ）というグループを組み、この4人でトークライブも行っていた。
- なお、二人とも絵画が趣味・特技であり、ライブのチラシなどにこれを生かしている。

## 略歴・芸風
同じ千葉県立千葉北高等学校の同級生同士の2人により2009年結成。2人の出会いは演劇部だった。まりかから誘う形で結成されたという。最初はコンビ名を『マフィントラップ』に決めていたが、初のライブ出演直前になって『すきっぱマーチ』と改名。コンビ名は、まりかの歯がすきっ歯なのと、みぃが3月（March）生まれであることが由来の一つ。なお、すきっぱマーチとしての初のライブ出演は同年5月30日の『笑いの輪』（東京都中野区・なかの芸能小劇場）だった。
ネタにはコントが多く（時々、漫才スタイルのネタも演じる）、まりかがこれまで演じて来たミュージカル調のキャラクターを取り入れたものなどがある。主なものには、かつてはまりかがピン芸人時代にも演じていた『ベルサイユのばら』のキャラクターなど、その後はミュージカルの『アニー』になりきってタップを踏んだりしながら様々なネタを演じるもの、などがあった。
2010年3月30日の『下克上ライブ』（東京・しもきた空間リバティ）を以って活動を休止。以後、まりかは「マリカ」として再びピン芸人として活動した後、2010年7月7日のライブ『TEPPENハニー』（なかのZERO 視聴覚ホール）にて、ゆっぴぃとの女性コンビ「オビディエンスロック」として初出演。みぃも、2010年6月29日『下克上ライブ』（しもきた空間リバティ、「足立栄美子」として）、2010年8月5日『ガールズガーデン』（Studio twl、「みぃ」として）などでピンで出演。
2010年5月29日の音楽ライブ『マサシンライブ番外編　第10次カワサキのアニヲタ大集合』（あさがやドラム）では、マリカ、みぃにもう一人を加えた3人ユニット『78』（セブンエイト）で出演。
2015年7月6日、キングオブコント1回戦に出場。久々にこの2人でステージに立った。

## 出演

### テレビ
- ロンドンハーツ（テレビ朝日） - まりかのみ、2008年8月19日放送『女芸能人やっちまったな～私服コレクション』出演

### ラジオ
- カルーア啓子のお笑い!ヤマトナデシコ（FMやまと）- 2009年10月12日、10月19日

### ライブ
- 笑いの輪
- 笑いの種
- 笑いの源
- キャンディーボックス（Studio twl）
- ガールズガーデン（Studio twl）
- お笑いガールズコレクション
- エベレータライブ
他